# Людина-павук (мультсеріал, 2017)
«Людина-павук» (також відомий як Marvel's Spider-Man) — американський мультсеріал, заснований на однойменному персонажі Людині-павуку Marvel Comics. Наступний мультсеріал після «Людина-павук. Щоденник супер героя», прем'єра першого сезону відбулася 19 серпня 2017 року на Disney XD. Третій сезон шоу мав підзаголовок «Людина-павук: Максимум Венома», прем'єра якого відбулася 19 квітня 2020 року.

## Сюжет

### 1 сезон
Обдарований підліток Пітер Паркер отримав надздібності, коли його вкусив радіоактивний павук під час шкільної екскурсії в Оскорп. Після смерті свого дядька Бена від рук Грабіжника. Через деякий час Пітер починає вчитися, як поєднувати свою кар'єру супергероя зі навчанням в школи «Горизонт» для учнів з геніальним інтелектом під керівництвом Макса Моделла. До Пітера в команду приєднуються його однокласники Ґвен Стейсі, Майлз Моралес, Аня Коразон, а також його найкращий друг Гаррі Осборн(який згодом стає супергероєм Гобґобліном).
Крім Нормана та Шакала, серед інших лиходіїв, представлених у цьому сезоні, є Доктор Восьминіг, Стерв'ятник, Веном, Носоріг, Смайти (Спенсер та Алістер), Голова-Молот, Крейвен-мисливець, Чорна Кішка, AIM, Ящір, Піщана дівчина, Скорпіон і Кроссбоунс. Серед інших персонажів у цього сезону представлені Мей Паркер, Флеш Томпсон, Ліз Аллан, Ренді Робертсон, Залізна людина, Галк, Чорна вдова та Піщана людина.

### 2 сезон
Події відбуваються через кілька місяців після попереднього сезону, Пітер перебуває на другому курсі, борючись із задумом Доктора Восьминога, який має стати Досконалою Людиною-павуком, заволодівши його тілом. Переконаний спогадами Пітера про дядька Бена в тому, що він бачить помилковість свого шляху, Отто Октавіус зрештою скасовує обмін тілами та працює над відновленням стосунків Пітера з однолітками, одночасно перетворюючись на союзника Людини-павука. Ближче до кінця сезону Людина-павук і компанія виявляють існування культової організації на чолі з Адріаном Тумсом, що називає себе Нацією гоблінів, озброєної тією ж технологією гоблінів, яку використовував Норман.
Протягом цього сезону Пітер робить кар'єру в The Daily Bugle, Аня стає Павучихою, Гвен також знову отримує здібності Павука завдяки реліквії Кривавого Самоцвіту.
У цьому сезоні з'являється більше лиходіїв, зокрема Хамелеон, Електро, Срібногривий, Регент, Жук, Срібний Соболь, Тинкерер, Моніка Раппачіні, МОДОК, Слайд і Едді Брок. Серед інших персонажів, представлених у цьому сезоні Анна Марія Марконі, Плащ і Кинджал, Міз Марвел, Капітан Америка, Джей Джона Джеймсон, Грейді Скрапс і Капітан Марвел.

## Таблиця сезонів
| Сезон | Епізоди | Епізоди | Оригінальний випуск | Оригінальний випуск |
| ----- | ------- | ------- | ------------------- | ------------------- |
| 1     | 26      | 26      | 19 серпня 2017      | 19 серпня 2017      |
| 2     | 26      | 26      | 18 червня 2018      | 18 червня 2018      |
| 3     | 6       | 6       | 19 квітня 2020      | 19 квітня 2020      |

## Акторський склад

### Головний
- Роббі Деймонд[5] — Пітер Паркер/Людина-павук,[6] Кевін Ваятт,[7] Досканала Людина-павук[8]
- Наджі Джетер[5] — Майлз Моралес/Неперевершена Людина-Павук/Малюк Павукоподібний,[9] Охоронний Робот[9]
- Лора Бейлі[5] — Ґвен Стейсі / Привид-Павук/Павук-Гвен,[10] Чорна вдова,[11] Багряне Динамо,[12] Таллі[13]
- Мелані Мінічіно[5] — Аня Коразон/Дівчина-павук[6]
- Макс Міттельман[5] — Гаррі Осборн / Гобґоблін[6]
- Скотт Менвілл[5] — Отто Октавіус/Доктор Восьминіг / Живий мозок,[9] Грейді Скрапс,[14] Стів[15]
- Фред Татасьоре[5] — Макс Моделл,[6] Галк,[16] Кроссбоунс,[11] Жук,[17]

## Виробництво

### Розробка
У жовтні 2016 року Корт Лейн, старший віце-президент Marvel Animation, анонсував серіал як заміну попередника серіалу «Людина-павук. Щоденник супер героя», який завершив свій показ на початку січня 2017 року. Прем'єра «Людини-павука» відбулася 19 серпня 2017 року на каналі Disney XD.
Шоу було продовжено на другий сезон, прем'єра якого відбулася 18 червня 2018 року У третьому сезоні серіал отримав підзаголовок «Людина-павук: Максимум Венома». Виробництво «Максимум Венома» почалося приблизно в лютому 2019 року і закінчилося в жовтні 2019 року. 

## Показ
Прем'єра серіалу відбулася 19 серпня 2017 року на Disney XD у США. В Індії прем'єра відбулася 28 серпня на Disney XD, а одночасна прем'єра відбулася 14 жовтня на Disney Channel і Disney XD у Південно-Східній Азії.
Прем'єра другого сезону відбулася 18 червня 2018 року в США і завершилася 1 грудня 2019 року. Прем'єра третього сезону відбулася 19 квітня 2020 року і завершилася 25 жовтня 2020 року.

## Відгуки
Дейв Трамбор з Collider.com проаналізував прем'єру мультсеріалу та похвалив серіал за те, що в основі історії лежить науковий геній Пітер Паркер, він заявив, що «це фантастично окупається». Трамбор позитивно відгукнувся про анімацію, сказавши, що йому сподобався новий вигляд, а також те, наскільки «сильний сценарій і виконання».